# Nieuwe Vaart (Opsterland)
Nieuwe Vaart (Fries: Nije Feart) is een buurtschap in de gemeente Opsterland, in de Nederlandse provincie Friesland.
Het ligt ten oosten van Heerenveen en ten noorden van Langezwaag, waaronder het ook valt. De buurtschap is ontstaan uit meerdere kleine nederzettingen/buurtjes langs de Hogeweg (Hegedyk). De hoofdnederzetting was Nieuwesloot (Nijesloot) dat al in 18e eeuw bestond. Deze lag tussen de Hogeweg en Jonkersland.
De Nieuwe Vaart is vernoemd naar de gelijknamige (korte) verbindingskanaal met het Klidzerak (die aansluit op de langere Nieuwe Vaart bij Gorredijk). De buurtschap Nieuwe Vaart omvat alle bewoning van Hegedyk die onder Langezwaag valt, en de noordelijke bewoning daarboven die onder Langezwaag valt.
Het oostelijke deel van de Hegedyk valt eigenlijk aan de zuidkant binnen het dorpsgebied van Jonkersland maar de woningen aan deze kant hebben de postadressen van Langezwaag behouden toen in 1988 Jonkersland een zelfstandig dorp werd. Buurtschap Nieuwe Vaart heeft twee herkenbare woonkernen, eentje rond de kruising met De Plasse en de andere rond T-splitsing met 't Skeane Ein bij het kanaal Nieuwe Vaart.
Dorpen: Bakkeveen · Beetsterzwaag · Drachten-Azeven · Frieschepalen · Gorredijk · Hemrik · Jonkersland · Langezwaag · Lippenhuizen · Luxwoude · Nij Beets · Olterterp · Siegerswoude · Terwispel · Tijnje · Ureterp · Waskemeer (klein deel) · Wijnjewoude

Buurtschappen: Allardsoog (deels) · Haneburen · Hanebuurt · Heidehuizen · Hemrikerverlaat · Klein Groningen · Kooibos · Kortezwaag · Moskou (deels) · Nieuwe Vaart · Oosterend · Oud Beets · Petersburg (deels) · Rolbrug · Selmien · Sparjebird · Uilesprong · Ureterp aan de Vaart · Voorwerk · Vosseburen · Welgelegen (deels) · Wijngaarden · Wijnjeterpverlaat

Friesland: Steden en dorpen      Nederland: Provincies · Gemeenten